# أزمة النفايات في لبنان 2015

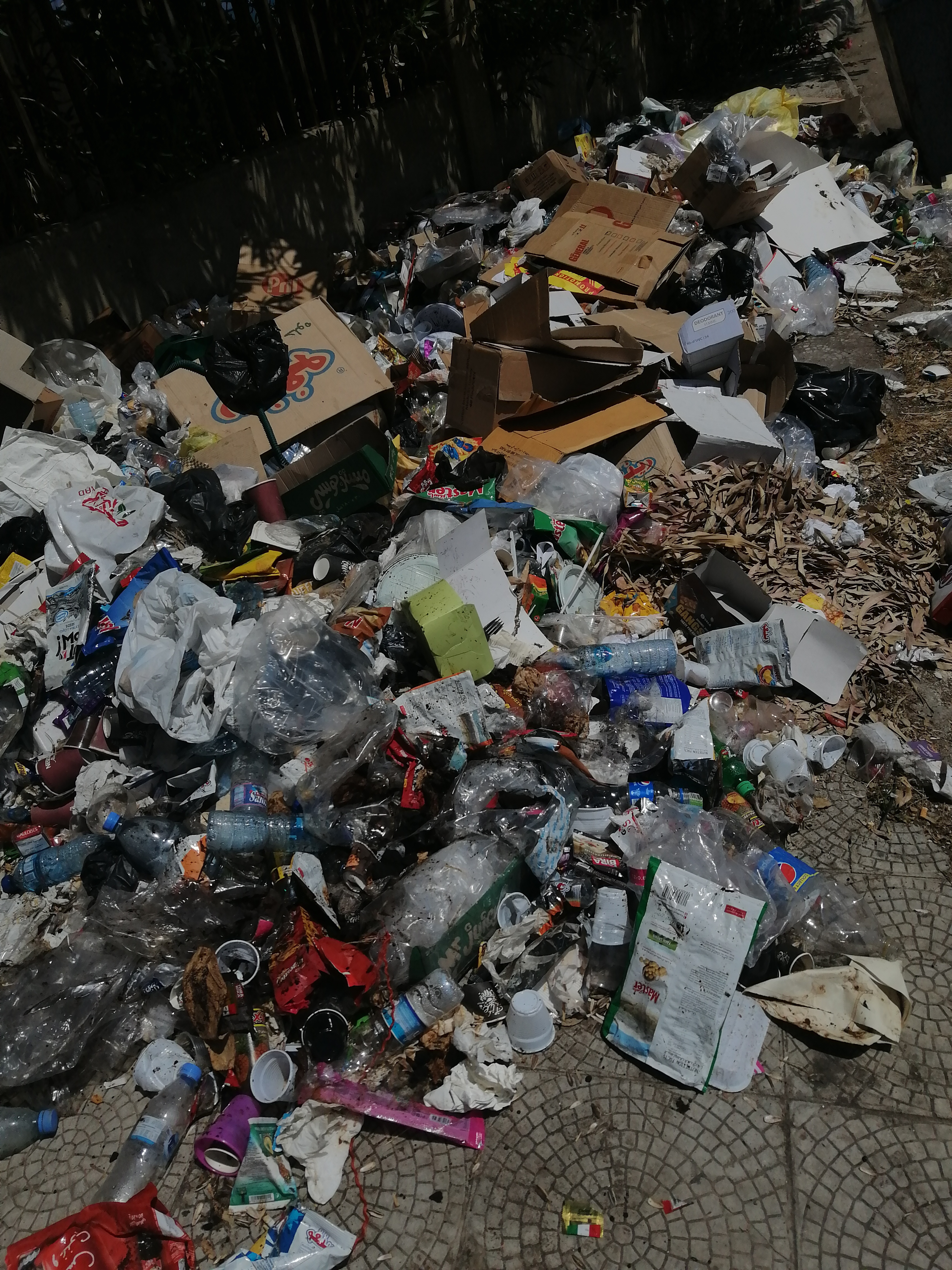
لازالت الأزمة مستمرة فالنفايات تملأ الطرقات في صيدا

تسببت أزمة النفايات في لبنان سنة 2015 في اندلاع احتجاجات لبنانية عارمة سنة 2015 أطلق عليها أيضاً أزمة «طلعت ريحتكم».
أدى تراكم النفايات في شوارع بيروت مع عجز المسؤوليين السياسيين عن معالجة الأزمة، قبل فترة قصيرة من الزمن. هذا وقد نادى المتظاهرون بإقالة الحكومة بسبب الفساد السياسي المستشري عند الساسة المسؤوليين عن التهيئة والنظافة والعمران.

## الأسباب
استمرت أزمة النفايات ستة أيام تراكمت خلالها النفايات وتفشت الروائح الكريهة في الشوارع، بسبب أقفال المطمر الرئيسي في منطقة الناعمة (جنوبا) بسبب احتجاج سكان المنطقة على الروائح الكريهة المنبعثة من المطمر.
إذ وعدت الحكومة الساكنة المحلية في الناعمة، باغلاق المطمر الذي افتتح في 1997 على أن يتم استخدامه مؤقتا لبضع سنوات فقط، في انتظار إيجاد حل شامل استراتيجي للنفايات في لبنان، لكن الوضع لم يتغير بعد 18 سنة، مما أدى إلى إغلاق الساكنة المحلية لمطرح النفايات في منطقتها بسبب عدم تدخل الدولة لايجاد حل تقني بيئي تدويري ذكي للنفايات المتراكمة في لبنان واتهامهم للحكومة اللبنانية بعدم الالتزام بتعهداتها، الأمر الذي أدى بدوره إلى تراكم النفايات في لبنان وبعض المدن اللبنانية، الأمر الذي أدى إلى خروج مظاهرات عارمة تحولت من شعارات بيئية إلى احتجاجات سياسية واتهام السياسيين اللبنانيين بالفساد والفشل الذريع وخدمة مصالح شخصية وضيقة لا تمت بصلة بقيم المواطنة والمسؤولية، ومطالبتهم بمحاسبة المسؤوليين عن هذه الأزمة وأزمات اجتماعية واقتصادية أخرى.

## حل الأزمة
جاء استئناف جمع النفايات بعد اتفاق مؤقت واستعجالي حول المناطق التي سترمى فيها النفايات المعالجة (المطارح والمطارم والمكبات)، كما قال وزير البيئة محمد المشنوق في تصريح نشرته الوكالة الوطنية للإعلام، لكنها لم تحدد هذه المكبات. وأضاف "يجرى التنسيق لنقل النفايات المعالجة إلى هذه الأماكن لجمع النفايات المتراكمة من الشوارع إلى حين إيجاد حل جذري وشامل للنفايات اللبنانية.